# Tiểu phẩm bát-nhã kinh

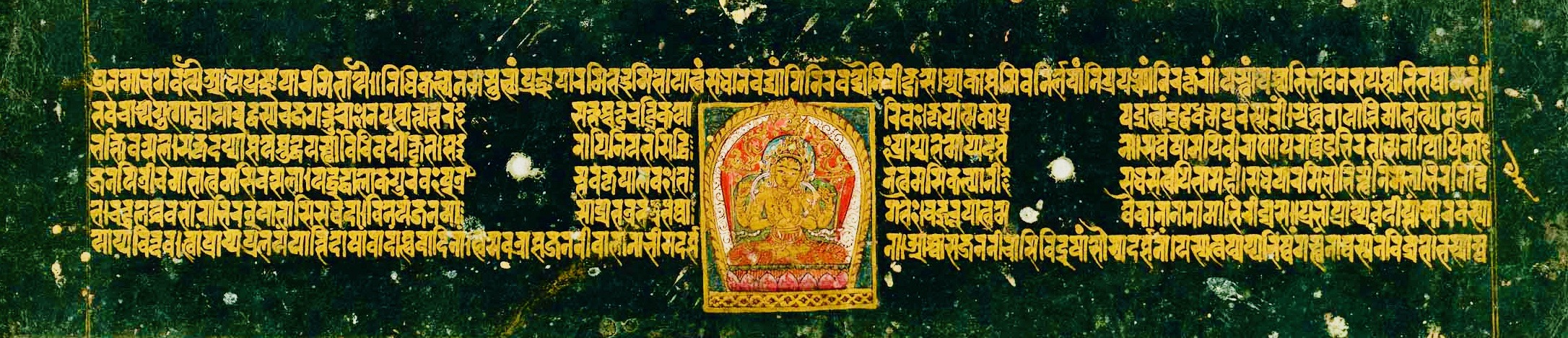
Bản thảo Phạn văn có minh họa của Tiểu phẩm bát-nhã kinh được tìm thấy ở Nepal, niên đại khoảng năm 1511.

Tiểu phẩm bát-nhã kinh (chữ Hán: 小品般若经, phiên âm tiếng Phạn: Aṣṭasāhasrikā Prajñāpāramitā Sūtra), còn được gọi là Ma-ha Bát-nhã-ba-la-mật kinh, Tiểu phẩm Bát-nhã-ba-la-mật kinh, Tiểu phẩm kinh, Bát thiên tụng Bát-nhã; là một nhóm kinh trong bộ Bát-nhã-ba-la-mật-đa kinh (Prajñāpāramitā Sūtra). Đây là nhóm kinh cổ nhất, với 8.000 câu tụng Phật giảng cho nhiều đệ tử cùng nghe (vì vậy mới có tên là "bát thiên tụng"), là cơ sở cho tất cả bộ kinh Bát-nhã khác.
Nội dung kinh chủ yếu bàn về lý luận "Bát-nhã" trong Phật giáo Đại thừa. Kinh chủ yếu giải thích hạnh Bát-nhã-ba-la-mật-đa của Bồ Tát, các pháp tam muội (samādhi), Bồ tát Ma-ha-tát (Bodhisattva mahasattva), chân như (tathātā), bất thối chuyển (avaivartika)... Kinh cũng đề cập về mối quan hệ giữa Bát-nhã-ba-la-mật và Ngũ uẩn, các công đức khi tu tập Bát-nhã-ba-la-mật, cũng như tính "Không" (Śūnyatā) của tất cả các pháp, của tam muội...

## Các phiên bản chữ Hán

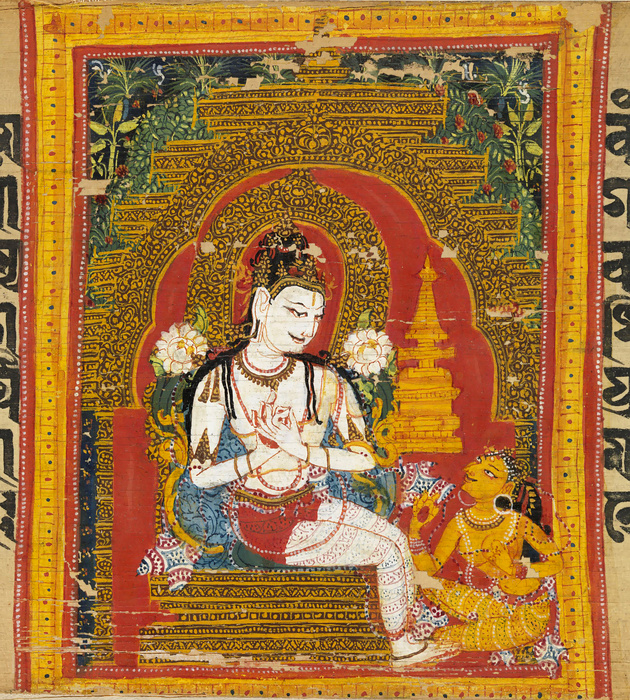
Một trang bản thảo cổ "Tiểu phẩm bát-nhã kinh" với hình ảnh minh họa Di-lặc, một vị bồ-tát quan trọng trong Phật giáo Đại thừa.

Bản thảo cổ nhất bằng tiếng Phạn của kinh Tiểu phẩm được tìm thấy có niên đại ít nhất là vào khoảng năm 50 sau Công nguyên, làm cho nó trở thành bản thảo Phật giáo cổ nhất còn tồn tại.
Nhóm kinh Tiểu phẩm đầu tiên được dịch từ Phạn văn qua chữ Hán vào khoảng năm 178, thời Hậu Hán, bởi Chi Lâu-ca-sấm, gồm 10 quyển, ban đầu với tên gọi "Đạo hành Bát-nhã kinh" (còn gọi là "Đạo hạnh Bát-nhã kinh").
Khoảng thế kỷ thứ 3, Chi Khiêm biên tập bộ "Đại minh độ vô cực kinh", gồm 6 quyển.
Thời Tiền Tần, các sư Đàm-ma-tỳ và Trúc Phật Niệm dịch bộ Ma-ha Bát-nhã-ba-la-mật sao kinh, gồm 5 quyển.
Đầu thế kỷ thứ 5, Cưu-ma-la-thập dịch bộ Ma-ha Bát-nhã-ba-la-mật kinh, trong đó có phần "Tiểu phẩm bát-nhã kinh" phổ biến, gồm 10 quyển, phân thành 29 phẩm.
Đầu thế kỷ thứ 7, Huyền Trang khi du hành sang Ấn Độ, đã thu góp tất cả các kinh điển thuộc hệ thống Bát-nhã về Trung Quốc, dịch thành bộ Đại Bát-nhã 600 quyển chia ra tứ xứ lục thập hội, bao gồm cả phần Tiểu phẩm ở Đệ tứ hội (29 phẩm) và Đệ ngũ hội (24 phẩm)
Thời Tống, đại sư Thi Hộ, dịch bộ Phật mẫu xuất sinh tam pháp tạng Bát-nhã-ba-la-mật kinh, gồm 25 quyển.